# Minettia cantolraensis
Minettia cantolraensis är en tvåvingeart som beskrevs av Miguel Carles-Tolrá 1998.
Minettia cantolraensis ingår i släktet Minettia och familjen lövflugor. Inga underarter finns listade i Catalogue of Life.